# Contea (Montebelluna)
Contea è una frazione italiana di circa 2 500 abitanti del comune di Montebelluna.

## Geografia fisica
L'abitato si estende a sudovest del centro, alla destra del canale di Caerano, derivazione della Brentella di Pederobba.

## Origini del nome
L'origine del toponimo è discussa: potrebbe derivare da contà "contado", mentre è meno probabile una relazione con il titolo nobiliare (quest'ultima ipotesi può essere sostenuta dalla presenza in loco dei Contarini).

Il toponimo è molto tardo essendosi consolidato nella seconda metà dell'Ottocento, se non alla fine.

## Storia
Il centro si sviluppò sul finire del Cinquecento come un modesto insediamento di braccianti raccolto attorno a un imponente palazzo dei Contarini, patrizi veneziani (l'edificio, oggi scomparso, si collocava dove ora sorge la scuola elementare). Contea ricadeva allora nel territorio della villa di Posmon e tale rimase sino all'epoca recente, quando venne dichiarata frazione autonoma..

## Monumenti e luoghi d'interesse

### Parrocchiale
La chiesa di Contea, in origine intitolata a San Martino vescovo, esisteva già prima del 1369. Divenuta in seguito oratorio di villa Contarini, passò poi ai Revedin che nel 1776 la intitolarono alla Madonna della Salute. Furono in seguito i Van Axel a donarla alla popolazione.
Rinnovato più volte, l'edificio attuale presenta un particolare sviluppo orizzontale ottenuto al termine di un recente ampliamento laterale. Il campanile è dei primi del Novecento.
È sede della parrocchia di Busta-Contea, istituita il 1º gennaio 1979 scorporandone il territorio dalla parrocchia di Montebelluna.